# County Carlow Football Club
Maillots
Dernière mise à jour : 23 juin 2025.
County Carlow Football Club, ou County Carlow FC en abrégé, est un club de rugby à XV irlandais basé dans la ville de Carlow, en république d'Irlande, qui évolue dans la Division 1B de Leinster League. Le club est affilié à la fédération du Leinster et ses joueurs peuvent être sélectionnés pour l’équipe représentative de la région, Leinster Rugby.

## Histoire
Le County Carlow Football Club est fondé en 1873 à Carlow.

## Palmarès
- Leinster Senior League (0) : 
  - Finaliste (2) : 1973, 1975
- Leinster Club Senior Cup (2) : 2003, 2004
  - Finaliste (1) : 2000
- Leinster Junior Challenge Cup (5) : 1904, 1912, 1913, 1919, 1922
- Leinster Towns Cup (12) : 1929, 1931, 1933, 1957, 1961, 1965, 1977, 1992, 1993, 1994, 1996, 1997
- All Ireland Bateman Cup (2) : 1979, 1981, 1990, 2002

## Joueurs célèbres
- Felipe Contepomi
- Dan van Zyl